# 2,2,2-Tribrom-1,3,2-benzodioxaphosphol
2,2,2-Tribrom-1,3,2-benzodioxaphosphol ist eine organische Verbindung. Es handelt sich um ein Derivat des Brenzcatechins und eine hypervalente Phosphorverbindung.

## Herstellung
Durch Reaktion von Brenzcatechin und Phosphortribromid mit einer katalytischen Menge Wasser wird zunächst das Monobromid 2-Brom-1,3,2-benzodioxaphosphol gebildet. Durch Reaktion mit elementarem Brom in Chloroform wird das Tribromid 2,2,2-Tribrom-1,3,2-benzodioxaphosphol erhalten.

## Reaktionen
Aldehyde wie Phenylacetaldehyd oder Isobutanal können mit der Verbindung in gem-Dibromide überführt werden. Die Reaktion mit Ketonen führt ebenfalls zur Desoxygenierung unter Bildung eines Dibromids. In den meisten Fällen kommt es anschließend zur Eliminierung von Bromwasserstoff und Bildung eines Bromalkens. Die Verbindung kann Ether spalten, wodurch Alkylbromide entstehen, beispielsweise 1,4-Dibrombutan aus Tetrahydrofuran oder zwei Äquivalente Bromethan aus Diethylether. Die Reaktion mit Methylformiat ergibt das Bromierungsmittel Dibrommethylmethylether. Die Reaktion mit terminalen Alkinen wie 1-Hexin führt zur Ringerweiterung des Benzodioxaphosphols, wobei Phosphor-Derivate von Coumarinen entstehen, die statt einer Carboxylgruppe eine Phosphonsäure-Ester-Einheit enthalten.